# Горьков Дмитро Панасович
Дмитро Панасович Горьков (1899, Російська імперія — ?) — радянський діяч. Член ВЦВК. Член Центральної контрольної комісії ВКП(б) у 1925—1927 роках. 

## Життєпис
Працював робітником-токарем заводу міста Петровська Саратовської губернії.
Член РКП(б) з 1920 року.
На 1925—1927 роки — токар прокатного цеху заводу міста Петровська Саратовської губернії. Обирався членом Петровської міської контрольної комісії ВКП(б), депутатом Петровської міської ради.
Подальша доля невідома.